# Glenea ustulata
Glenea ustulata är en skalbaggsart som beskrevs av Stefan von Breuning 1956. Glenea ustulata ingår i släktet Glenea och familjen långhorningar.
Artens utbredningsområde är Filippinerna. Inga underarter finns listade i Catalogue of Life.